# BinckBank Tour de 2020
A 16.ª edição do BinckBank Tour desenvolveu-se de 29 de setembro a 3 de outubro de 2020. Faz parte da UCI WorldTour de 2020.

## Apresentação
O BinckBank Tour está organizado pela sociedade Golazo, igualmente à frente da Volta à Bélgica, dos Seis dias de Gante e da maratona de Roterdão. A Binckbank, empresa neerlandesa de corretagem em bolsa, compromete-se como patrocinador único a partir de 2017 para uma duração de cinco anos. Toma a continuação da Eneco, patrocinador de 2005 a 2016.

### Percurso
Predefinição:…

### Equipes
O BinckBank Tour que faz parte do calendário do UCI WorldTour, os dezanove « World Teams » participam. Cinco UCI ProTeams têm recebido um convite.
| Equipes WorldTeam (19)- Jumbo-Visma - CCC Team - Deceuninck-Quick Step - AG2R La Mondiale - Bora-Hansgrohe - Lotto Soudal - Astana - Israel Start-Up Nation - EF Pro Cycling - UAE Team Emirates - Bahrain McLaren - Cofidis - Groupama-FDJ - Mitchelton-Scott - NTT Pro Cycling - Ineos Grenadiers - Team Sunweb - Movistar Team - Trek-Segafredo Equipes ProTeam (5)- Alpecin-Fenix - Total Direct Énergie - Circus-Wanty Gobert - Sport Vlaanderen-Baloise - Bingoal-Wallonie Bruxelles |
| |

## Etapas
| Etapa | Data    | Percurso                                    | type                      | Distância (km) | Vencedor              | Líder geral          |
| ----- | ------- | ------------------------------------------- | ------------------------- | -------------- | --------------------- | -------------------- |
| 1     | 29 set. | Blankenberge – Ardooie                      | etapa plana               | 132,1          | Jasper Philipsen      | Jasper Philipsen     |
| 2     | 30 set. | Vlissingen – Vlissingen                     | contrarrelógio individual | 11             | cancelamento da etapa | Jasper Philipsen     |
| 3     | 1 out.  | Aalter – Aalter                             | etapa plana               | 157            | Mads Pedersen         | Mads Pedersen        |
| 4     | 2 out.  | Riemst – Riemst                             | contrarrelógio individual | 8,14           | Søren Kragh Andersen  | Mads Pedersen        |
| 5     | 3 out.  | Ottignies-Louvain-la-Neuve – Geraardsbergen | etapa escarpada           | 185            | Mathieu van der Poel  | Mathieu van der Poel |

## Desenvolvimento da corrida

### 1.ª etapa
| \| Classificação por etapas \| Classificação por etapas \| Classificação por etapas \| Classificação por etapas \| Classificação por etapas \| \| Ciclista \| Ciclista \| Equipe \| Tempo \| \| \| ------------------------ \| ------------------------ \| ------------------------ \| ------------------------ \| ------------------------ \| \| 1. \| Jasper Philipsen \| UAE Team Emirates \| 2h59m26s \| \| \| 2. \| Mads Pedersen \| Trek-Segafredo \| + 0s \| \| \| 3. \| Pascal Ackermann \| Bora-Hansgrohe \| + 0s \| \| \| 4. \| Danny van Poppel \| Circus-Wanty Gobert \| + 0s \| \| \| 5. \| Stefan Bissegger \| EF Pro Cycling \| + 0s \| \| \| 6. \| Alberto Dainese \| Team Sunweb \| + 0s \| \| \| 7. \| Nils Eekhoff \| Team Sunweb \| + 0s \| \| \| 8. \| Lorrenzo Manzin \| Total Direct Énergie \| + 0s \| \| \| 9. \| Mathieu van der Poel \| Alpecin-Fenix \| + 0s \| \| \| 10. \| Tim Merlier \| Alpecin-Fenix \| + 0s \| \| |                      |                      |          |
| |                      |                      |          |
| Fonte: ProCyclingStats |                      |                      |          |
| Classificação por etapas |                      |                      |          |
| Ciclista | Ciclista             | Equipe               | Tempo    |
| 1. | Jasper Philipsen     | UAE Team Emirates    | 2h59m26s |
| 2. | Mads Pedersen        | Trek-Segafredo       | + 0s     |
| 3. | Pascal Ackermann     | Bora-Hansgrohe       | + 0s     |
| 4. | Danny van Poppel     | Circus-Wanty Gobert  | + 0s     |
| 5. | Stefan Bissegger     | EF Pro Cycling       | + 0s     |
| 6. | Alberto Dainese      | Team Sunweb          | + 0s     |
| 7. | Nils Eekhoff         | Team Sunweb          | + 0s     |
| 8. | Lorrenzo Manzin      | Total Direct Énergie | + 0s     |
| 9. | Mathieu van der Poel | Alpecin-Fenix        | + 0s     |
| 10. | Tim Merlier          | Alpecin-Fenix        | + 0s     |

| \| Classificação geral \| Classificação geral \| Classificação geral \| Classificação geral \| Classificação geral \| \| Ciclista \| Ciclista \| Equipe \| Tempo \| \| \| ------------------- \| -------------------- \| --------------------- \| ------------------- \| ------------------- \| \| 1. \| Jasper Philipsen \| UAE Team Emirates \| 2h59m16s \| \| \| 2. \| Mads Pedersen \| Trek-Segafredo \| + 4s \| \| \| 3. \| Mike Teunissen \| Jumbo-Visma \| + 5s \| \| \| 4. \| Pascal Ackermann \| Bora-Hansgrohe \| + 6s \| \| \| 5. \| Mathieu van der Poel \| Alpecin-Fenix \| + 7s \| \| \| 6. \| Yves Lampaert \| Deceuninck-Quick Step \| + 7s \| \| \| 7. \| Mark Cavendish \| Bahrain McLaren \| + 9s \| \| \| 8. \| Danny van Poppel \| Circus-Wanty Gobert \| + 10s \| \| \| 9. \| Stefan Bissegger \| EF Pro Cycling \| + 10s \| \| \| 10. \| Alberto Dainese \| Team Sunweb \| + 10s \| \| |                      |                       |          |
| |                      |                       |          |
| Fonte: ProCyclingStats |                      |                       |          |
| Classificação geral |                      |                       |          |
| Ciclista | Ciclista             | Equipe                | Tempo    |
| 1. | Jasper Philipsen     | UAE Team Emirates     | 2h59m16s |
| 2. | Mads Pedersen        | Trek-Segafredo        | + 4s     |
| 3. | Mike Teunissen       | Jumbo-Visma           | + 5s     |
| 4. | Pascal Ackermann     | Bora-Hansgrohe        | + 6s     |
| 5. | Mathieu van der Poel | Alpecin-Fenix         | + 7s     |
| 6. | Yves Lampaert        | Deceuninck-Quick Step | + 7s     |
| 7. | Mark Cavendish       | Bahrain McLaren       | + 9s     |
| 8. | Danny van Poppel     | Circus-Wanty Gobert   | + 10s    |
| 9. | Stefan Bissegger     | EF Pro Cycling        | + 10s    |
| 10. | Alberto Dainese      | Team Sunweb           | + 10s    |

### 2. ª etapa
A segunda etapa está anulada devido às medidas de luta contra o coronavirus nos Países Baixos.

### 3. ª etapa
| \| Classificação por etapas \| Classificação por etapas \| Classificação por etapas \| Classificação por etapas \| Classificação por etapas \| \| Ciclista \| Ciclista \| Equipe \| Tempo \| \| \| ------------------------ \| ------------------------ \| ------------------------ \| ------------------------ \| ------------------------ \| \| 1. \| Mads Pedersen \| Trek-Segafredo \| 3h26m11s \| \| \| 2. \| Jasper Philipsen \| UAE Team Emirates \| + 0s \| \| \| 3. \| Pascal Ackermann \| Bora-Hansgrohe \| + 0s \| \| \| 4. \| Danny van Poppel \| Circus-Wanty Gobert \| + 0s \| \| \| 5. \| Tim Merlier \| Alpecin-Fenix \| + 0s \| \| \| 6. \| Zdeněk Štybar \| Deceuninck-Quick Step \| + 0s \| \| \| 7. \| Christophe Laporte \| Cofidis \| + 0s \| \| \| 8. \| Florian Sénéchal \| Deceuninck-Quick Step \| + 0s \| \| \| 9. \| Lorrenzo Manzin \| Total Direct Énergie \| + 0s \| \| \| 10. \| Sep Vanmarcke \| EF Pro Cycling \| + 0s \| \| |                    |                       |          |
| |                    |                       |          |
| Fonte: ProCyclingStats |                    |                       |          |
| Classificação por etapas |                    |                       |          |
| Ciclista | Ciclista           | Equipe                | Tempo    |
| 1. | Mads Pedersen      | Trek-Segafredo        | 3h26m11s |
| 2. | Jasper Philipsen   | UAE Team Emirates     | + 0s     |
| 3. | Pascal Ackermann   | Bora-Hansgrohe        | + 0s     |
| 4. | Danny van Poppel   | Circus-Wanty Gobert   | + 0s     |
| 5. | Tim Merlier        | Alpecin-Fenix         | + 0s     |
| 6. | Zdeněk Štybar      | Deceuninck-Quick Step | + 0s     |
| 7. | Christophe Laporte | Cofidis               | + 0s     |
| 8. | Florian Sénéchal   | Deceuninck-Quick Step | + 0s     |
| 9. | Lorrenzo Manzin    | Total Direct Énergie  | + 0s     |
| 10. | Sep Vanmarcke      | EF Pro Cycling        | + 0s     |

| \| Classificação geral \| Classificação geral \| Classificação geral \| Classificação geral \| Classificação geral \| \| Ciclista \| Ciclista \| Equipe \| Tempo \| \| \| ------------------- \| -------------------- \| --------------------- \| ------------------- \| ------------------- \| \| 1. \| Mads Pedersen \| Trek-Segafredo \| 6h25m21s \| \| \| 2. \| Jasper Philipsen \| UAE Team Emirates \| + 0s \| \| \| 3. \| Jonas Rickaert \| Alpecin-Fenix \| + 7s \| \| \| 4. \| Pascal Ackermann \| Bora-Hansgrohe \| + 8s \| \| \| 5. \| Mike Teunissen \| Jumbo-Visma \| + 11s \| \| \| 6. \| Mathieu van der Poel \| Alpecin-Fenix \| + 13s \| \| \| 7. \| Yves Lampaert \| Deceuninck-Quick Step \| + 13s \| \| \| 8. \| Danny van Poppel \| Circus-Wanty Gobert \| + 16s \| \| \| 9. \| Tim Merlier \| Alpecin-Fenix \| + 16s \| \| \| 10. \| Lorrenzo Manzin \| Total Direct Énergie \| + 16s \| \| |                      |                       |          |
| |                      |                       |          |
| Fonte: ProCyclingStats |                      |                       |          |
| Classificação geral |                      |                       |          |
| Ciclista | Ciclista             | Equipe                | Tempo    |
| 1. | Mads Pedersen        | Trek-Segafredo        | 6h25m21s |
| 2. | Jasper Philipsen     | UAE Team Emirates     | + 0s     |
| 3. | Jonas Rickaert       | Alpecin-Fenix         | + 7s     |
| 4. | Pascal Ackermann     | Bora-Hansgrohe        | + 8s     |
| 5. | Mike Teunissen       | Jumbo-Visma           | + 11s    |
| 6. | Mathieu van der Poel | Alpecin-Fenix         | + 13s    |
| 7. | Yves Lampaert        | Deceuninck-Quick Step | + 13s    |
| 8. | Danny van Poppel     | Circus-Wanty Gobert   | + 16s    |
| 9. | Tim Merlier          | Alpecin-Fenix         | + 16s    |
| 10. | Lorrenzo Manzin      | Total Direct Énergie  | + 16s    |

### 4. ª etapa
| \| Classificação por etapas \| Classificação por etapas \| Classificação por etapas \| Classificação por etapas \| Classificação por etapas \| \| Ciclista \| Ciclista \| Equipe \| Tempo \| \| \| ------------------------ \| ------------------------ \| ------------------------ \| ------------------------ \| ------------------------ \| \| 1. \| Søren Kragh Andersen \| Team Sunweb \| 9m59s \| \| \| 2. \| Stefan Küng \| Groupama-FDJ \| + 6s \| \| \| 3. \| Stefan Bissegger \| EF Pro Cycling \| + 7s \| \| \| 4. \| Mads Pedersen \| Trek-Segafredo \| + 8s \| \| \| 5. \| Mathieu van der Poel \| Alpecin-Fenix \| + 12s \| \| \| 6. \| Jasha Sütterlin \| Team Sunweb \| + 16s \| \| \| 7. \| Jannik Steimle \| Deceuninck-Quick Step \| + 18s \| \| \| 8. \| Yves Lampaert \| Deceuninck-Quick Step \| + 20s \| \| \| 9. \| Max Walscheid \| NTT Pro Cycling \| + 21s \| \| \| 10. \| Christophe Laporte \| Cofidis \| + 21s \| \| |                      |                       |       |
| |                      |                       |       |
| Fonte: ProCyclingStats |                      |                       |       |
| Classificação por etapas |                      |                       |       |
| Ciclista | Ciclista             | Equipe                | Tempo |
| 1. | Søren Kragh Andersen | Team Sunweb           | 9m59s |
| 2. | Stefan Küng          | Groupama-FDJ          | + 6s  |
| 3. | Stefan Bissegger     | EF Pro Cycling        | + 7s  |
| 4. | Mads Pedersen        | Trek-Segafredo        | + 8s  |
| 5. | Mathieu van der Poel | Alpecin-Fenix         | + 12s |
| 6. | Jasha Sütterlin      | Team Sunweb           | + 16s |
| 7. | Jannik Steimle       | Deceuninck-Quick Step | + 18s |
| 8. | Yves Lampaert        | Deceuninck-Quick Step | + 20s |
| 9. | Max Walscheid        | NTT Pro Cycling       | + 21s |
| 10. | Christophe Laporte   | Cofidis               | + 21s |

| \| Classificação geral \| Classificação geral \| Classificação geral \| Classificação geral \| Classificação geral \| \| Ciclista \| Ciclista \| Equipe \| Tempo \| \| \| ------------------- \| -------------------- \| --------------------- \| ------------------- \| ------------------- \| \| 1. \| Mads Pedersen \| Trek-Segafredo \| 6h35m31s \| \| \| 2. \| Søren Kragh Andersen \| Team Sunweb \| + 7s \| \| \| 3. \| Stefan Küng \| Groupama-FDJ \| + 13s \| \| \| 4. \| Stefan Bissegger \| EF Pro Cycling \| + 14s \| \| \| 5. \| Mathieu van der Poel \| Alpecin-Fenix \| + 17s \| \| \| 6. \| Jasper Philipsen \| UAE Team Emirates \| + 19s \| \| \| 7. \| Yves Lampaert \| Deceuninck-Quick Step \| + 24s \| \| \| 8. \| Max Walscheid \| NTT Pro Cycling \| + 28s \| \| \| 9. \| Mike Teunissen \| Jumbo-Visma \| + 30s \| \| \| 10. \| Florian Sénéchal \| Deceuninck-Quick Step \| + 31s \| \| |                      |                       |          |
| |                      |                       |          |
| Fonte: ProCyclingStats |                      |                       |          |
| Classificação geral |                      |                       |          |
| Ciclista | Ciclista             | Equipe                | Tempo    |
| 1. | Mads Pedersen        | Trek-Segafredo        | 6h35m31s |
| 2. | Søren Kragh Andersen | Team Sunweb           | + 7s     |
| 3. | Stefan Küng          | Groupama-FDJ          | + 13s    |
| 4. | Stefan Bissegger     | EF Pro Cycling        | + 14s    |
| 5. | Mathieu van der Poel | Alpecin-Fenix         | + 17s    |
| 6. | Jasper Philipsen     | UAE Team Emirates     | + 19s    |
| 7. | Yves Lampaert        | Deceuninck-Quick Step | + 24s    |
| 8. | Max Walscheid        | NTT Pro Cycling       | + 28s    |
| 9. | Mike Teunissen       | Jumbo-Visma           | + 30s    |
| 10. | Florian Sénéchal     | Deceuninck-Quick Step | + 31s    |

### 5. ª etapa
| \| Classificação por etapas \| Classificação por etapas \| Classificação por etapas \| Classificação por etapas \| Classificação por etapas \| \| Ciclista \| Ciclista \| Equipe \| Tempo \| \| \| ------------------------ \| ------------------------ \| ------------------------ \| ------------------------ \| ------------------------ \| \| 1. \| Mathieu van der Poel \| Alpecin-Fenix \| 4h07m39s \| \| \| 2. \| Oliver Naesen \| AG2R La Mondiale \| + 4s \| \| \| 3. \| Sonny Colbrelli \| Bahrain McLaren \| + 4s \| \| \| 4. \| Søren Kragh Andersen \| Team Sunweb \| + 4s \| \| \| 5. \| Stefan Küng \| Groupama-FDJ \| + 8s \| \| \| 6. \| Dimitri Claeys \| Cofidis \| + 47s \| \| \| 7. \| Yves Lampaert \| Deceuninck-Quick Step \| + 50s \| \| \| 8. \| Iván García Cortina \| Bahrain McLaren \| + 1m08s \| \| \| 9. \| Jean-Pierre Drucker \| Bora-Hansgrohe \| + 1m12s \| \| \| 10. \| Florian Sénéchal \| Deceuninck-Quick Step \| + 1m12s \| \| |                      |                       |          |
| |                      |                       |          |
| Fonte: ProCyclingStats |                      |                       |          |
| Classificação por etapas |                      |                       |          |
| Ciclista | Ciclista             | Equipe                | Tempo    |
| 1. | Mathieu van der Poel | Alpecin-Fenix         | 4h07m39s |
| 2. | Oliver Naesen        | AG2R La Mondiale      | + 4s     |
| 3. | Sonny Colbrelli      | Bahrain McLaren       | + 4s     |
| 4. | Søren Kragh Andersen | Team Sunweb           | + 4s     |
| 5. | Stefan Küng          | Groupama-FDJ          | + 8s     |
| 6. | Dimitri Claeys       | Cofidis               | + 47s    |
| 7. | Yves Lampaert        | Deceuninck-Quick Step | + 50s    |
| 8. | Iván García Cortina  | Bahrain McLaren       | + 1m08s  |
| 9. | Jean-Pierre Drucker  | Bora-Hansgrohe        | + 1m12s  |
| 10. | Florian Sénéchal     | Deceuninck-Quick Step | + 1m12s  |

## Classificações finais

### Classificação geral final
| \| Classificação geral \| Classificação geral \| Classificação geral \| Classificação geral \| Classificação geral \| \| Ciclista \| Ciclista \| Equipe \| Tempo \| \| \| ------------------- \| -------------------- \| --------------------- \| ------------------- \| ------------------- \| \| 1. \| Mathieu van der Poel \| Alpecin-Fenix \| 10h43m08s \| \| \| 2. \| Søren Kragh Andersen \| Team Sunweb \| + 8s \| \| \| 3. \| Stefan Küng \| Groupama-FDJ \| + 23s \| \| \| 4. \| Yves Lampaert \| Deceuninck-Quick Step \| + 1m16s \| \| \| 5. \| Mads Pedersen \| Trek-Segafredo \| + 1m21s \| \| \| 6. \| Sonny Colbrelli \| Bahrain McLaren \| + 1m42s \| \| \| 7. \| Florian Sénéchal \| Deceuninck-Quick Step \| + 1m45s \| \| \| 8. \| Mike Teunissen \| Jumbo-Visma \| + 1m49s \| \| \| 9. \| Florian Vermeersch \| Lotto-Soudal \| + 1m59s \| \| \| 10. \| John Degenkolb \| Lotto-Soudal \| + 2m02s \| \| |                      |                       |           |
| |                      |                       |           |
| Fonte: ProCyclingStats |                      |                       |           |
| Classificação geral |                      |                       |           |
| Ciclista | Ciclista             | Equipe                | Tempo     |
| 1. | Mathieu van der Poel | Alpecin-Fenix         | 10h43m08s |
| 2. | Søren Kragh Andersen | Team Sunweb           | + 8s      |
| 3. | Stefan Küng          | Groupama-FDJ          | + 23s     |
| 4. | Yves Lampaert        | Deceuninck-Quick Step | + 1m16s   |
| 5. | Mads Pedersen        | Trek-Segafredo        | + 1m21s   |
| 6. | Sonny Colbrelli      | Bahrain McLaren       | + 1m42s   |
| 7. | Florian Sénéchal     | Deceuninck-Quick Step | + 1m45s   |
| 8. | Mike Teunissen       | Jumbo-Visma           | + 1m49s   |
| 9. | Florian Vermeersch   | Lotto-Soudal          | + 1m59s   |
| 10. | John Degenkolb       | Lotto-Soudal          | + 2m02s   |

### Classificação Anexo
| Classificação por pontos | Classificação por pontos | Classificação por pontos | Classificação por pontos | Classificação por pontos |
| Ciclista                 | Ciclista                 | Equipe                   | Pontos                   |                          |
| ------------------------ | ------------------------ | ------------------------ | ------------------------ | ------------------------ |
| 1.                       | Mads Pedersen            | Trek-Segafredo           | 55 pts                   |                          |
| 2.                       | Jasper Philipsen         | UAE Team Emirates        | 55 pts                   |                          |
| 3.                       | Mathieu van der Poel     | Alpecin-Fenix            | 41 pts                   |                          |
| 4.                       | Danny van Poppel         | Circus-Wanty Gobert      | 38 pts                   |                          |
| 5.                       | Tim Merlier              | Alpecin-Fenix            | 27 pts                   |                          |
| 6.                       | Oliver Naesen            | AG2R La Mondiale         | 25 pts                   |                          |
| 7.                       | Florian Sénéchal         | Deceuninck-Quick Step    | 22 pts                   |                          |
| 8.                       | Sonny Colbrelli          | Bahrain McLaren          | 22 pts                   |                          |
| 9.                       | Søren Kragh Andersen     | Team Sunweb              | 19 pts                   |                          |
| 10.                      | Stefan Küng              | Groupama-FDJ             | 17 pts                   |                          |

## Evolução das classificações
| etapa                 | Vencedor              | Classificação geral  | Classificação por pontos | Classificação da combatividade |
| --------------------- | --------------------- | -------------------- | ------------------------ | ------------------------------ |
| 1                     | Jasper Philipsen      | Jasper Philipsen     | Jasper Philipsen         | Milan Menten                   |
| 2                     | etapa anulada         | Jasper Philipsen     | Jasper Philipsen         | Milan Menten                   |
| 3                     | Mads Pedersen         | Mads Pedersen        | Mads Pedersen            | Kenneth Van Rooy               |
| 4                     | Søren Kragh Andersen  | Mads Pedersen        | Mads Pedersen            | Kenneth Van Rooy               |
| 5                     | Mathieu van der Poel  | Mathieu van der Poel | Mads Pedersen            | Kenneth Van Rooy               |
| Classificações finals | Classificações finals | Mathieu van der Poel | Mads Pedersen            | Kenneth Van Rooy               |

## Lista dos participantes
| Jumbo-Visma TJV | Jumbo-Visma TJV             | Jumbo-Visma TJV |
| --------------- | --------------------------- | --------------- |
| Num             | Ciclista                    | Pos             |
| 1               | Mike Teunissen (NED)        | 8.              |
| 2               | Amund Grøndahl Jansen (NOR) | NP-4            |
| 3               | Bert-Jan Lindeman (NED)     | 78.             |
| 4               | Timo Roosen (NED)           | 61.             |
| 5               | Pascal Eenkhoorn (NED)      | 93.             |
| 6               | Taco van der Hoorn (NED)    | 83.             |
| 7               | Maarten Wynants (BEL)       | 82.             |

| Alpecin-Fenix AFC | Alpecin-Fenix AFC                    | Alpecin-Fenix AFC |
| ----------------- | ------------------------------------ | ----------------- |
| Num               | Ciclista                             | Pos               |
| 11                | Mathieu van der Poel (NED) (estrada) | 1.                |
| 12                | Dries De Bondt (BEL) (estrada)       | 90.               |
| 13                | Tim Merlier (BEL)                    | 27.               |
| 14                | Jonas Rickaert (BEL)                 | 20.               |
| 15                | Oscar Riesebeek (NED)                | 67.               |
| 17                | Gianni Vermeersch (BEL)              | 18.               |
| 19                | Senne Leysen (BEL)                   | 39.               |

| CCC Team CCC | CCC Team CCC                   | CCC Team CCC |
| ------------ | ------------------------------ | ------------ |
| Num          | Ciclista                       | Pos          |
| 21           | Guillaume Van Keirsbulck (BEL) | DNF-5        |
| 22           | Patrick Bevin (NZL)            | DNF-5        |
| 23           | Gijs Van Hoecke (BEL)          | 38.          |
| 24           | Nathan Van Hooydonck (BEL)     | 60.          |
| 25           | Jakub Mareczko (ITA)           | DNF-5        |
| 26           | Francisco Ventoso (ESP)        | DNF-5        |
| 27           | Jonas Koch (GER)               | 88.          |

| Deceuninck-Quick Step DQT | Deceuninck-Quick Step DQT      | Deceuninck-Quick Step DQT |
| ------------------------- | ------------------------------ | ------------------------- |
| Num                       | Ciclista                       | Pos                       |
| 31                        | Zdeněk Štybar (CZE)            | 23.                       |
| 32                        | Shane Archbold (NZL) (estrada) | 76.                       |
| 33                        | Yves Lampaert (BEL)            | 4.                        |
| 34                        | Florian Sénéchal (FRA)         | 7.                        |
| 35                        | Stijn Steels (BEL)             | NP-3                      |
| 36                        | Jannik Steimle (GER)           | 44.                       |
| 37                        | Bert Van Lerberghe (BEL)       | 24.                       |

| AG2R La Mondiale ALM | AG2R La Mondiale ALM    | AG2R La Mondiale ALM |
| -------------------- | ----------------------- | -------------------- |
| Num                  | Ciclista                | Pos                  |
| 41                   | Oliver Naesen (BEL)     | 64.                  |
| 42                   | Silvan Dillier (SUI)    | 26.                  |
| 43                   | Julien Duval (FRA)      | 71.                  |
| 45                   | Alexis Gougeard (FRA)   | DNF-5                |
| 46                   | Lawrence Naesen (BEL)   | 17.                  |
| 47                   | Stijn Vandenbergh (BEL) | 65.                  |
| 50                   | Clément Venturini (FRA) | DNF-5                |

| Bora-Hansgrohe BOH | Bora-Hansgrohe BOH        | Bora-Hansgrohe BOH |
| ------------------ | ------------------------- | ------------------ |
| Num                | Ciclista                  | Pos                |
| 51                 | Pascal Ackermann (GER)    | DNF-5              |
| 52                 | Marcus Burghardt (GER)    | 46.                |
| 53                 | Jean-Pierre Drucker (LUX) | 11.                |
| 54                 | Martin Laas (EST)         | DNF-5              |
| 55                 | Andreas Schillinger (GER) | DNF-5              |
| 56                 | Michaek Schwarzmann (GER) | DNF-5              |
| 57                 | Rüdiger Selig (GER)       | DNF-5              |

| Lotto-Soudal LTS | Lotto-Soudal LTS         | Lotto-Soudal LTS |
| ---------------- | ------------------------ | ---------------- |
| Num              | Ciclista                 | Pos              |
| 61               | Philippe Gilbert (BEL)   | NP-3             |
| 63               | Nikolas Maes (BEL)       | 29.              |
| 64               | Gerben Thijssen (BEL)    | 77.              |
| 65               | Brian van Goethem (NED)  | 59.              |
| 66               | Florian Vermeersch (BEL) | 9.               |
| 67               | Jelle Wallays (BEL)      | DNF-5            |
| 68               | John Degenkolb (GER)     | 10.              |

| Total Direct Énergie TDE | Total Direct Énergie TDE | Total Direct Énergie TDE |
| ------------------------ | ------------------------ | ------------------------ |
| Num                      | Ciclista                 | Pos                      |
| 71                       | Niki Terpstra (NED)      | 34.                      |
| 72                       | Romain Cardis (FRA)      | 49.                      |
| 73                       | Damien Gaudin (FRA)      | DNF-5                    |
| 74                       | Pim Ligthart (NED)       | 66.                      |
| 75                       | Lorrenzo Manzin (FRA)    | DNF-5                    |
| 76                       | Adrien Petit (FRA)       | 87.                      |
| 77                       | Dries Van Gestel (BEL)   | 45.                      |

| Astana AST | Astana AST               | Astana AST |
| ---------- | ------------------------ | ---------- |
| Num        | Ciclista                 | Pos        |
| 81         | Laurens De Vreese (BEL)  | DNF-5      |
| 83         | Daniil Fominykh (KAZ)    | DNF-5      |
| 84         | Yevgeniy Gidich (KAZ)    | DNF-5      |
| 85         | Dmitriy Gruzdev (KAZ)    | DNF-5      |
| 86         | Davide Martinelli (ITA)  | DNF-5      |
| 88         | Hernando Bohórquez (COL) | DNF-5      |

| Israel Start-Up Nation ISN | Israel Start-Up Nation ISN | Israel Start-Up Nation ISN |
| -------------------------- | -------------------------- | -------------------------- |
| Num                        | Ciclista                   | Pos                        |
| 92                         | Jenthe Biermans (BEL)      | NP-3                       |
| 93                         | Guillaume Boivin (CAN)     | 84.                        |
| 94                         | Itamar Einhorn (ISR)       | DNF-5                      |
| 95                         | Mihkel Räim (EST)          | DNF-5                      |
| 96                         | Travis McCabe (USA)        | DNF-5                      |
| 97                         | Mads Würtz (DEN)           | DNF-5                      |
| 99                         | Nils Politt (GER)          | 19.                        |

| UAE Team Emirates UAD | UAE Team Emirates UAD             | UAE Team Emirates UAD |
| --------------------- | --------------------------------- | --------------------- |
| Num                   | Ciclista                          | Pos                   |
| 101                   | Jasper Philipsen (BEL)            | 13.                   |
| 102                   | Sven Erik Bystrøm (NOR) (estrada) | 68.                   |
| 103                   | Alessandro Covi (ITA)             | 54.                   |
| 104                   | Ivo Oliveira (POR) (CRI)          | DNF-5                 |
| 105                   | Rui Oliveira (POR)                | 92.                   |
| 106                   | Tom Bohli (SUI)                   | DNF-5                 |
| 107                   | Aleksandr Riabushenko (BLR)       | 40.                   |

| EF Pro Cycling EF1 | EF Pro Cycling EF1        | EF Pro Cycling EF1 |
| ------------------ | ------------------------- | ------------------ |
| Num                | Ciclista                  | Pos                |
| 111                | Sep Vanmarcke (BEL)       | 32.                |
| 112                | Stefan Bissegger (SUI)    | 12.                |
| 113                | Sebastian Langeveld (NED) | 41.                |
| 114                | Logan Owen (USA)          | DNF-5              |
| 115                | Jonas Rutsch (GER)        | 72.                |
| 116                | Tom Scully (NZL)          | DNF-5              |
| 117                | Julius van den Berg (NED) | 86.                |

| Bahrain McLaren TBM | Bahrain McLaren TBM       | Bahrain McLaren TBM |
| ------------------- | ------------------------- | ------------------- |
| Num                 | Ciclista                  | Pos                 |
| 121                 | Mark Cavendish (GBR)      | DNF-5               |
| 122                 | Sonny Colbrelli (ITA)     | 6.                  |
| 123                 | Iván García Cortina (ESP) | 25.                 |
| 124                 | Luka Pibernik (SLO)       | DNF-5               |
| 125                 | Heinrich Haussler (AUS)   | NP-5                |
| 126                 | Marcel Sieberg (GER)      | DNF-5               |
| 127                 | Fred Wright (GBR)         | NP-3                |

| Groupama-FDJ GFC | Groupama-FDJ GFC              | Groupama-FDJ GFC |
| ---------------- | ----------------------------- | ---------------- |
| Num              | Ciclista                      | Pos              |
| 131              | Stefan Küng (SUI) (CRI)       | 3.               |
| 132              | Alexys Brunel (FRA)           | DNF-3            |
| 133              | Kevin Geniets (LUX) (estrada) | 37.              |
| 136              | Fabian Lienhard (SUI)         | 62.              |
| 137              | Tobias Ludvigsson (SWE)       | 69.              |
| 138              | Léo Vincent (FRA)             | DNF-5            |

| Cofidis COF | Cofidis COF              | Cofidis COF |
| ----------- | ------------------------ | ----------- |
| Num         | Ciclista                 | Pos         |
| 141         | Christophe Laporte (FRA) | 31.         |
| 142         | Dimitri Claeys (BEL)     | 42.         |
| 143         | Cyril Lemoine (FRA)      | 48.         |
| 144         | Emmanuel Morin (FRA)     | DNF-5       |
| 145         | Damien Touzé (FRA)       | DNF-5       |
| 146         | Piet Allegaert (BEL)     | 43.         |
| 147         | Julien Vermote (BEL)     | 50.         |

| Mitchelton-Scott MTS | Mitchelton-Scott MTS       | Mitchelton-Scott MTS |
| -------------------- | -------------------------- | -------------------- |
| Num                  | Ciclista                   | Pos                  |
| 151                  | Dion Smith (NZL)           | 57.                  |
| 152                  | Kaden Groves (AUS)         | DNF-5                |
| 153                  | Alexander Konychev (ITA)   | 91.                  |
| 154                  | Luke Durbridge (AUS) (CRI) | 85.                  |
| 155                  | Callum Scotson (AUS)       | 63.                  |
| 156                  | Alexander Edmondson (AUS)  | DNF-5                |
| 157                  | Robert Stannard (AUS)      | 80.                  |

| NTT Pro Cycling NTT | NTT Pro Cycling NTT               | NTT Pro Cycling NTT |
| ------------------- | --------------------------------- | ------------------- |
| Num                 | Ciclista                          | Pos                 |
| 162                 | Michael Gogl (AUT)                | 56.                 |
| 163                 | Edvald Boasson Hagen (NOR)        | 58.                 |
| 164                 | Reinardt Janse van Rensburg (RSA) | 36.                 |
| 165                 | Nicholas Dlamini (RSA)            | DNF-5               |
| 166                 | Rasmus Tiller (NOR)               | 94.                 |
| 167                 | Max Walscheid (GER)               | 16.                 |
| 169                 | Jay Thomson (RSA)                 | DNF-5               |

| Ineos Grenadiers IGD | Ineos Grenadiers IGD      | Ineos Grenadiers IGD |
| -------------------- | ------------------------- | -------------------- |
| Num                  | Ciclista                  | Pos                  |
| 171                  | Christopher Lawless (GBR) | DNF-5                |
| 172                  | Owain Doull (GBR)         | 14.                  |
| 174                  | Christian Knees (GER)     | 55.                  |
| 175                  | Leonardo Basso (ITA)      | 89.                  |
| 176                  | Brandon Rivera (COL)      | 51.                  |
| 177                  | Carlos Rodríguez (ESP)    | 53.                  |

| Circus-Wanty Gobert CWG | Circus-Wanty Gobert CWG    | Circus-Wanty Gobert CWG |
| ----------------------- | -------------------------- | ----------------------- |
| Num                     | Ciclista                   | Pos                     |
| 181                     | Pieter Vanspeybrouck (BEL) | DNF-5                   |
| 182                     | Aimé De Gendt (BEL)        | 81.                     |
| 183                     | Timothy Dupont (BEL)       | NP-4                    |
| 184                     | Xandro Meurisse (BEL)      | 47.                     |
| 186                     | Danny van Poppel (NED)     | 30.                     |
| 187                     | Andrea Pasqualon (ITA)     | 15.                     |
| 190                     | Wesley Kreder (NED)        | DNF-5                   |

| Team Sunweb SUN | Team Sunweb SUN              | Team Sunweb SUN |
| --------------- | ---------------------------- | --------------- |
| Num             | Ciclista                     | Pos             |
| 191             | Søren Kragh Andersen (DEN)   | 2.              |
| 192             | Nils Eekhoff (NED)           | 70.             |
| 193             | Max Kanter (GER)             | DNF-5           |
| 194             | Asbjørn Kragh Andersen (DEN) | NP-1            |
| 195             | Alberto Dainese (ITA)        | DNF-5           |
| 196             | Martin Salmon (GER)          | DNF-5           |
| 197             | Jasha Sütterlin (GER)        | 21.             |

| Trek-Segafredo TFS | Trek-Segafredo TFS      | Trek-Segafredo TFS |
| ------------------ | ----------------------- | ------------------ |
| Num                | Ciclista                | Pos                |
| 201                | Mads Pedersen (DEN)     | 5.                 |
| 202                | Alex Kirsch (LUX)       | 74.                |
| 203                | Emīls Liepiņš (LAT)     | DNF-5              |
| 204                | Matteo Moschetti (ITA)  | DNF-5              |
| 205                | Ryan Mullen (IRL)       | 73.                |
| 206                | Charlie Quaterman (GBR) | DNF-5              |
| 207                | Koen de Kort (NED)      | DNF-5              |

| Sport Vlaanderen-Baloise SVB | Sport Vlaanderen-Baloise SVB | Sport Vlaanderen-Baloise SVB |
| ---------------------------- | ---------------------------- | ---------------------------- |
| Num                          | Ciclista                     | Pos                          |
| 211                          | Amaury Capiot (BEL)          | 28.                          |
| 212                          | Cedric Beullens (BEL)        | 33.                          |
| 213                          | Sasha Weemaes (BEL)          | DNF-5                        |
| 214                          | Milan Menten (BEL)           | DNF-5                        |
| 216                          | Kenneth Van Rooy (BEL)       | 79.                          |
| 217                          | Thimo Willems (BEL)          | NP-3                         |
| 219                          | Gilles De Wilde (BEL)        | NP-3                         |

| Movistar Team MOV | Movistar Team MOV       | Movistar Team MOV |
| ----------------- | ----------------------- | ----------------- |
| Num               | Ciclista                | Pos               |
| 221               | Jürgen Roelandts (BEL)  | DNF-5             |
| 222               | Johan Jacobs (SUI)      | 22.               |
| 223               | Mathias Norsgaard (DEN) | DNF-5             |
| 224               | Juri Hollmann (GER)     | 35.               |
| 225               | Lluís Mas (ESP)         | DNF-5             |

| Bingoal-Wallonie Bruxelles WVA | Bingoal-Wallonie Bruxelles WVA | Bingoal-Wallonie Bruxelles WVA |
| ------------------------------ | ------------------------------ | ------------------------------ |
| Num                            | Ciclista                       | Pos                            |
| 231                            | Baptiste Planckaert (BEL)      | DNF-5                          |
| 232                            | Aksel Nõmmela (EST)            | DNF-5                          |
| 233                            | Tom Wirtgen (LUX)              | 75.                            |
| 234                            | Ludovic Robeet (BEL)           | 52.                            |
| 235                            | Sean De Bie (BEL)              | DNF-5                          |
| 236                            | Joel Suter (SUI)               | DNF-5                          |
| 237                            | Lionel Taminiaux (BEL)         | DNF-5                          |

| Jumbo-Visma TJV | Jumbo-Visma TJV             | Jumbo-Visma TJV |
| --------------- | --------------------------- | --------------- |
| Num             | Ciclista                    | Pos             |
| 1               | Mike Teunissen (NED)        | 8.              |
| 2               | Amund Grøndahl Jansen (NOR) | NP-4            |
| 3               | Bert-Jan Lindeman (NED)     | 78.             |
| 4               | Timo Roosen (NED)           | 61.             |
| 5               | Pascal Eenkhoorn (NED)      | 93.             |
| 6               | Taco van der Hoorn (NED)    | 83.             |
| 7               | Maarten Wynants (BEL)       | 82.             |

| Alpecin-Fenix AFC | Alpecin-Fenix AFC                    | Alpecin-Fenix AFC |
| ----------------- | ------------------------------------ | ----------------- |
| Num               | Ciclista                             | Pos               |
| 11                | Mathieu van der Poel (NED) (estrada) | 1.                |
| 12                | Dries De Bondt (BEL) (estrada)       | 90.               |
| 13                | Tim Merlier (BEL)                    | 27.               |
| 14                | Jonas Rickaert (BEL)                 | 20.               |
| 15                | Oscar Riesebeek (NED)                | 67.               |
| 17                | Gianni Vermeersch (BEL)              | 18.               |
| 19                | Senne Leysen (BEL)                   | 39.               |

| CCC Team CCC | CCC Team CCC                   | CCC Team CCC |
| ------------ | ------------------------------ | ------------ |
| Num          | Ciclista                       | Pos          |
| 21           | Guillaume Van Keirsbulck (BEL) | DNF-5        |
| 22           | Patrick Bevin (NZL)            | DNF-5        |
| 23           | Gijs Van Hoecke (BEL)          | 38.          |
| 24           | Nathan Van Hooydonck (BEL)     | 60.          |
| 25           | Jakub Mareczko (ITA)           | DNF-5        |
| 26           | Francisco Ventoso (ESP)        | DNF-5        |
| 27           | Jonas Koch (GER)               | 88.          |

| Deceuninck-Quick Step DQT | Deceuninck-Quick Step DQT      | Deceuninck-Quick Step DQT |
| ------------------------- | ------------------------------ | ------------------------- |
| Num                       | Ciclista                       | Pos                       |
| 31                        | Zdeněk Štybar (CZE)            | 23.                       |
| 32                        | Shane Archbold (NZL) (estrada) | 76.                       |
| 33                        | Yves Lampaert (BEL)            | 4.                        |
| 34                        | Florian Sénéchal (FRA)         | 7.                        |
| 35                        | Stijn Steels (BEL)             | NP-3                      |
| 36                        | Jannik Steimle (GER)           | 44.                       |
| 37                        | Bert Van Lerberghe (BEL)       | 24.                       |

| AG2R La Mondiale ALM | AG2R La Mondiale ALM    | AG2R La Mondiale ALM |
| -------------------- | ----------------------- | -------------------- |
| Num                  | Ciclista                | Pos                  |
| 41                   | Oliver Naesen (BEL)     | 64.                  |
| 42                   | Silvan Dillier (SUI)    | 26.                  |
| 43                   | Julien Duval (FRA)      | 71.                  |
| 45                   | Alexis Gougeard (FRA)   | DNF-5                |
| 46                   | Lawrence Naesen (BEL)   | 17.                  |
| 47                   | Stijn Vandenbergh (BEL) | 65.                  |
| 50                   | Clément Venturini (FRA) | DNF-5                |

| Bora-Hansgrohe BOH | Bora-Hansgrohe BOH        | Bora-Hansgrohe BOH |
| ------------------ | ------------------------- | ------------------ |
| Num                | Ciclista                  | Pos                |
| 51                 | Pascal Ackermann (GER)    | DNF-5              |
| 52                 | Marcus Burghardt (GER)    | 46.                |
| 53                 | Jean-Pierre Drucker (LUX) | 11.                |
| 54                 | Martin Laas (EST)         | DNF-5              |
| 55                 | Andreas Schillinger (GER) | DNF-5              |
| 56                 | Michaek Schwarzmann (GER) | DNF-5              |
| 57                 | Rüdiger Selig (GER)       | DNF-5              |

| Lotto-Soudal LTS | Lotto-Soudal LTS         | Lotto-Soudal LTS |
| ---------------- | ------------------------ | ---------------- |
| Num              | Ciclista                 | Pos              |
| 61               | Philippe Gilbert (BEL)   | NP-3             |
| 63               | Nikolas Maes (BEL)       | 29.              |
| 64               | Gerben Thijssen (BEL)    | 77.              |
| 65               | Brian van Goethem (NED)  | 59.              |
| 66               | Florian Vermeersch (BEL) | 9.               |
| 67               | Jelle Wallays (BEL)      | DNF-5            |
| 68               | John Degenkolb (GER)     | 10.              |

| Total Direct Énergie TDE | Total Direct Énergie TDE | Total Direct Énergie TDE |
| ------------------------ | ------------------------ | ------------------------ |
| Num                      | Ciclista                 | Pos                      |
| 71                       | Niki Terpstra (NED)      | 34.                      |
| 72                       | Romain Cardis (FRA)      | 49.                      |
| 73                       | Damien Gaudin (FRA)      | DNF-5                    |
| 74                       | Pim Ligthart (NED)       | 66.                      |
| 75                       | Lorrenzo Manzin (FRA)    | DNF-5                    |
| 76                       | Adrien Petit (FRA)       | 87.                      |
| 77                       | Dries Van Gestel (BEL)   | 45.                      |

| Astana AST | Astana AST               | Astana AST |
| ---------- | ------------------------ | ---------- |
| Num        | Ciclista                 | Pos        |
| 81         | Laurens De Vreese (BEL)  | DNF-5      |
| 83         | Daniil Fominykh (KAZ)    | DNF-5      |
| 84         | Yevgeniy Gidich (KAZ)    | DNF-5      |
| 85         | Dmitriy Gruzdev (KAZ)    | DNF-5      |
| 86         | Davide Martinelli (ITA)  | DNF-5      |
| 88         | Hernando Bohórquez (COL) | DNF-5      |

| Israel Start-Up Nation ISN | Israel Start-Up Nation ISN | Israel Start-Up Nation ISN |
| -------------------------- | -------------------------- | -------------------------- |
| Num                        | Ciclista                   | Pos                        |
| 92                         | Jenthe Biermans (BEL)      | NP-3                       |
| 93                         | Guillaume Boivin (CAN)     | 84.                        |
| 94                         | Itamar Einhorn (ISR)       | DNF-5                      |
| 95                         | Mihkel Räim (EST)          | DNF-5                      |
| 96                         | Travis McCabe (USA)        | DNF-5                      |
| 97                         | Mads Würtz (DEN)           | DNF-5                      |
| 99                         | Nils Politt (GER)          | 19.                        |

| UAE Team Emirates UAD | UAE Team Emirates UAD             | UAE Team Emirates UAD |
| --------------------- | --------------------------------- | --------------------- |
| Num                   | Ciclista                          | Pos                   |
| 101                   | Jasper Philipsen (BEL)            | 13.                   |
| 102                   | Sven Erik Bystrøm (NOR) (estrada) | 68.                   |
| 103                   | Alessandro Covi (ITA)             | 54.                   |
| 104                   | Ivo Oliveira (POR) (CRI)          | DNF-5                 |
| 105                   | Rui Oliveira (POR)                | 92.                   |
| 106                   | Tom Bohli (SUI)                   | DNF-5                 |
| 107                   | Aleksandr Riabushenko (BLR)       | 40.                   |

| EF Pro Cycling EF1 | EF Pro Cycling EF1        | EF Pro Cycling EF1 |
| ------------------ | ------------------------- | ------------------ |
| Num                | Ciclista                  | Pos                |
| 111                | Sep Vanmarcke (BEL)       | 32.                |
| 112                | Stefan Bissegger (SUI)    | 12.                |
| 113                | Sebastian Langeveld (NED) | 41.                |
| 114                | Logan Owen (USA)          | DNF-5              |
| 115                | Jonas Rutsch (GER)        | 72.                |
| 116                | Tom Scully (NZL)          | DNF-5              |
| 117                | Julius van den Berg (NED) | 86.                |

| Bahrain McLaren TBM | Bahrain McLaren TBM       | Bahrain McLaren TBM |
| ------------------- | ------------------------- | ------------------- |
| Num                 | Ciclista                  | Pos                 |
| 121                 | Mark Cavendish (GBR)      | DNF-5               |
| 122                 | Sonny Colbrelli (ITA)     | 6.                  |
| 123                 | Iván García Cortina (ESP) | 25.                 |
| 124                 | Luka Pibernik (SLO)       | DNF-5               |
| 125                 | Heinrich Haussler (AUS)   | NP-5                |
| 126                 | Marcel Sieberg (GER)      | DNF-5               |
| 127                 | Fred Wright (GBR)         | NP-3                |

| Groupama-FDJ GFC | Groupama-FDJ GFC              | Groupama-FDJ GFC |
| ---------------- | ----------------------------- | ---------------- |
| Num              | Ciclista                      | Pos              |
| 131              | Stefan Küng (SUI) (CRI)       | 3.               |
| 132              | Alexys Brunel (FRA)           | DNF-3            |
| 133              | Kevin Geniets (LUX) (estrada) | 37.              |
| 136              | Fabian Lienhard (SUI)         | 62.              |
| 137              | Tobias Ludvigsson (SWE)       | 69.              |
| 138              | Léo Vincent (FRA)             | DNF-5            |

| Cofidis COF | Cofidis COF              | Cofidis COF |
| ----------- | ------------------------ | ----------- |
| Num         | Ciclista                 | Pos         |
| 141         | Christophe Laporte (FRA) | 31.         |
| 142         | Dimitri Claeys (BEL)     | 42.         |
| 143         | Cyril Lemoine (FRA)      | 48.         |
| 144         | Emmanuel Morin (FRA)     | DNF-5       |
| 145         | Damien Touzé (FRA)       | DNF-5       |
| 146         | Piet Allegaert (BEL)     | 43.         |
| 147         | Julien Vermote (BEL)     | 50.         |

| Mitchelton-Scott MTS | Mitchelton-Scott MTS       | Mitchelton-Scott MTS |
| -------------------- | -------------------------- | -------------------- |
| Num                  | Ciclista                   | Pos                  |
| 151                  | Dion Smith (NZL)           | 57.                  |
| 152                  | Kaden Groves (AUS)         | DNF-5                |
| 153                  | Alexander Konychev (ITA)   | 91.                  |
| 154                  | Luke Durbridge (AUS) (CRI) | 85.                  |
| 155                  | Callum Scotson (AUS)       | 63.                  |
| 156                  | Alexander Edmondson (AUS)  | DNF-5                |
| 157                  | Robert Stannard (AUS)      | 80.                  |

| NTT Pro Cycling NTT | NTT Pro Cycling NTT               | NTT Pro Cycling NTT |
| ------------------- | --------------------------------- | ------------------- |
| Num                 | Ciclista                          | Pos                 |
| 162                 | Michael Gogl (AUT)                | 56.                 |
| 163                 | Edvald Boasson Hagen (NOR)        | 58.                 |
| 164                 | Reinardt Janse van Rensburg (RSA) | 36.                 |
| 165                 | Nicholas Dlamini (RSA)            | DNF-5               |
| 166                 | Rasmus Tiller (NOR)               | 94.                 |
| 167                 | Max Walscheid (GER)               | 16.                 |
| 169                 | Jay Thomson (RSA)                 | DNF-5               |

| Ineos Grenadiers IGD | Ineos Grenadiers IGD      | Ineos Grenadiers IGD |
| -------------------- | ------------------------- | -------------------- |
| Num                  | Ciclista                  | Pos                  |
| 171                  | Christopher Lawless (GBR) | DNF-5                |
| 172                  | Owain Doull (GBR)         | 14.                  |
| 174                  | Christian Knees (GER)     | 55.                  |
| 175                  | Leonardo Basso (ITA)      | 89.                  |
| 176                  | Brandon Rivera (COL)      | 51.                  |
| 177                  | Carlos Rodríguez (ESP)    | 53.                  |

| Circus-Wanty Gobert CWG | Circus-Wanty Gobert CWG    | Circus-Wanty Gobert CWG |
| ----------------------- | -------------------------- | ----------------------- |
| Num                     | Ciclista                   | Pos                     |
| 181                     | Pieter Vanspeybrouck (BEL) | DNF-5                   |
| 182                     | Aimé De Gendt (BEL)        | 81.                     |
| 183                     | Timothy Dupont (BEL)       | NP-4                    |
| 184                     | Xandro Meurisse (BEL)      | 47.                     |
| 186                     | Danny van Poppel (NED)     | 30.                     |
| 187                     | Andrea Pasqualon (ITA)     | 15.                     |
| 190                     | Wesley Kreder (NED)        | DNF-5                   |

| Team Sunweb SUN | Team Sunweb SUN              | Team Sunweb SUN |
| --------------- | ---------------------------- | --------------- |
| Num             | Ciclista                     | Pos             |
| 191             | Søren Kragh Andersen (DEN)   | 2.              |
| 192             | Nils Eekhoff (NED)           | 70.             |
| 193             | Max Kanter (GER)             | DNF-5           |
| 194             | Asbjørn Kragh Andersen (DEN) | NP-1            |
| 195             | Alberto Dainese (ITA)        | DNF-5           |
| 196             | Martin Salmon (GER)          | DNF-5           |
| 197             | Jasha Sütterlin (GER)        | 21.             |

| Trek-Segafredo TFS | Trek-Segafredo TFS      | Trek-Segafredo TFS |
| ------------------ | ----------------------- | ------------------ |
| Num                | Ciclista                | Pos                |
| 201                | Mads Pedersen (DEN)     | 5.                 |
| 202                | Alex Kirsch (LUX)       | 74.                |
| 203                | Emīls Liepiņš (LAT)     | DNF-5              |
| 204                | Matteo Moschetti (ITA)  | DNF-5              |
| 205                | Ryan Mullen (IRL)       | 73.                |
| 206                | Charlie Quaterman (GBR) | DNF-5              |
| 207                | Koen de Kort (NED)      | DNF-5              |

| Sport Vlaanderen-Baloise SVB | Sport Vlaanderen-Baloise SVB | Sport Vlaanderen-Baloise SVB |
| ---------------------------- | ---------------------------- | ---------------------------- |
| Num                          | Ciclista                     | Pos                          |
| 211                          | Amaury Capiot (BEL)          | 28.                          |
| 212                          | Cedric Beullens (BEL)        | 33.                          |
| 213                          | Sasha Weemaes (BEL)          | DNF-5                        |
| 214                          | Milan Menten (BEL)           | DNF-5                        |
| 216                          | Kenneth Van Rooy (BEL)       | 79.                          |
| 217                          | Thimo Willems (BEL)          | NP-3                         |
| 219                          | Gilles De Wilde (BEL)        | NP-3                         |

| Movistar Team MOV | Movistar Team MOV       | Movistar Team MOV |
| ----------------- | ----------------------- | ----------------- |
| Num               | Ciclista                | Pos               |
| 221               | Jürgen Roelandts (BEL)  | DNF-5             |
| 222               | Johan Jacobs (SUI)      | 22.               |
| 223               | Mathias Norsgaard (DEN) | DNF-5             |
| 224               | Juri Hollmann (GER)     | 35.               |
| 225               | Lluís Mas (ESP)         | DNF-5             |

| Bingoal-Wallonie Bruxelles WVA | Bingoal-Wallonie Bruxelles WVA | Bingoal-Wallonie Bruxelles WVA |
| ------------------------------ | ------------------------------ | ------------------------------ |
| Num                            | Ciclista                       | Pos                            |
| 231                            | Baptiste Planckaert (BEL)      | DNF-5                          |
| 232                            | Aksel Nõmmela (EST)            | DNF-5                          |
| 233                            | Tom Wirtgen (LUX)              | 75.                            |
| 234                            | Ludovic Robeet (BEL)           | 52.                            |
| 235                            | Sean De Bie (BEL)              | DNF-5                          |
| 236                            | Joel Suter (SUI)               | DNF-5                          |
| 237                            | Lionel Taminiaux (BEL)         | DNF-5                          |